# José Cabrera Bazán
José Cabrera Bazán (La Algaba, 16 de octubre de 1929-Sevilla, 27 de abril de 2007) fue un abogado, catedrático universitario, futbolista profesional y político socialista español, senador y diputado al Parlamento Europeo.

## Biografía
Formado con los jesuitas, se licenció en Derecho por la Universidad de Sevilla, mientras compatibilizaba los estudios con su faceta de jugador de fútbol profesional. Así, fue delantero en el Sevilla Fútbol Club durante la temporada 1949-1950 y 1950-1951; después jugó en Real Jaén Club de Fútbol la temporada 1952-1953. De regreso en Sevilla, jugó con al Real Betis en 1955-1956.

En 1958 se retiró como jugador de fútbol y obtuvo el doctorado en Derecho, también por la Universidad de Sevilla, con una tesis sobre la naturaleza jurídica del contrato de los futbolistas profesionales en España. Trabajó como abogado y como profesor agregado en la universidad hispalense, en la cátedra del que fuera más tarde pieza clave de la Unión de Centro Democrático (UCD) de Andalucía, y ministro, Manuel Clavero Arévalo. En 1968 ingresó en el núcleo sevillano del Partido Socialista Obrero Español (PSOE) en la clandestinidad —donde se encontraban Alfonso Guerra, Felipe González, Luis Yáñez y otros militantes que destacarían en la Transición— y ganó la cátedra de derecho del Trabajo en la Universidad de Santiago de Compostela. Años más tarde se trasladaría como catedrático a Jerez de la Frontera, en la sede de la Facultad de Derecho que allí depende de la Universidad de Cádiz.
Participó como fundador en la creación de la primera asociación de futbolistas, la Asociación de Futbolistas Españoles (AFE), que presidió Joaquín Sierra Quino y dirigió la primera huelga de futbolistas en España en la temporada 1981-1982. A finales de 1980 y tras una elecciones parciales, sustituyó al senador del PSOE por la circunscripción de Sevilla, Plácido Fernández Viagas, que había sido elegido un año antes. En la siguiente convocatoria electoral, 1982, volvió a ser senador. Como miembro de la cámara alta, fue vicepresidente de la Comisión especial sobre el paro agrícola (1981-1982), secretario segundo de la Comisión del Defensor del Pueblo (1981-1982) y presidente de la Comisión de Trabajo (1982-1986) Después, en las primeras elecciones al parlamento Europeo en España en 1987, fue elegido diputado y fue vicepresidente de la delegación parlamentaria para las relaciones con Austria. Finalizada su actividad como parlamentario europeo, fue nombrado presidente de la Cámara de Cuentas de Andalucía. Sus fondos documentales personales se conservan en el Archivo Histórico Provincial de Sevilla.